# Nokia 1
Nokia 1 — смартфон початкового рівня на Android Go, розроблений компанією HMD Global під брендом Nokia. Був представлений 25 лютого 2018 року.

## Дизайн
Екран смартфона виконаний зі скла. Корпус виконаний з матового пластику.
Особливістю в дизайні стали знімні панелі Xpress-on, назву яких компанія запозичила з Nokia 5110.
Знизу знаходиться роз'єм microUSB. Зверху розташований 3.5 мм аудіороз'єм. З правого боку розміщені кнопки регулювання гучності та кнопка блокування смартфона. Мікрофон знаходиться спереду на нижній рамці дисплею, а на верхній рамці знаходяться фронтальна камера, розмовний динамік та датчик наближення/автояскравості. Мультемедійний динамік розташований на задній панелі, яку можна зняти. Слоти під 2 SIM-картки і карту пам'яті формату microSD до 128 ГБ знаходяться під корпусом.
Nokia 1 продавався в синьому та червоному кольорах.

## Технічні характеристики

### Платформа
Смартфон отримав процесор MediaTek MT6737M та графічний процесор Mali-T720MP1.

### Батарея
Батарея отримала об'єм 2150 мА·год. Також є можливість її самостійної заміни.

### Камери
Смартфон отримав основну камеру 5 Мп з автофокусом та можливістю запису відео в роздільній здатності 480p@30fps. Фронтальна камера отримала роздільність 2 Мп та можливість запису відео у роздільній здатності 480p@30fps.

### Екран
Екран IPS LCD, 4.5", FWVGA (854 × 480) зі щільністю пікселів 218 ppi та співвідношенням сторін 16:9.

### Пам'ять
Смартфон продавався в комплектації 1/8 ГБ.

### Програмне забезпечення
Смартфон був випущений на полегшеній версії Android під назвою Android Go версії 8.1 Oreo. Був оновлений до Android 10 Go.